# پالی وودساید
پالی وودساید (به انگلیسی: Polly Woodside) یک کشتی بود که طول آن ۱۹۲٫۲ فوت (۵۸٫۶ متر) و ارتفاع آن ۱۰۸ فوت (۳۳ متر) بود. این کشتی در سال ۱۸۸۵ ساخته شد.